# بق دقيقي (جنس)
البق الدقيقي (الاسم العلمي: Phenacoccus)، جنس حشرات بقية من نصفيات الأجنحة وفصيلة البقيات الدقيقة.
يوجد على الأقل 180 نوعًا موصوفًا في البق الدقيقي.

## للاستزادة
- Arnett، Ross H. Jr. (2000). American Insects: A Handbook of the Insects of America North of Mexico (ط. 2nd). CRC Press. ISBN:0-8493-0212-9. مؤرشف من الأصل في 2019-09-14.
- Zimmerman، Elwood C. (1948). "Homoptera: Sternorhyncha" (PDF). Insects of Hawaii. University of Hawaii Press. ج. 5. مؤرشف من الأصل (PDF) في 2009-09-18.

## روابط خارجية
- قالب:روابط شقيقة مضمن